# 中野麻理子
中野 麻理子（なかの まりこ、1989年11月7日 -）は、日本のプロボウラー。福岡県出身。JPBAライセンスNo.491、第45期生（2012年交付）。用品契約はT×SPORTS。株式会社大岡産業・南九州リースとスポンサー契約を結んでいる。身長: 167cm。血液型: O型。左投げ。

## 人物
- BS日テレの『ボウリング革命 P★League』（以下Pリーグ）に第52戦（第4シーズン）より参戦。キャッチフレーズは「九州魂全開レフティ」。
- 師匠（コーチ）: 平川 周プロ。座右の銘: 努力。
- 眼鏡を使用していることが多い。
- ランクシーカーのYouTubeライブ「あさまり」の配信を担当していた。
- 2024年3月に所属先のユーズボウル久留米が閉鎖となったため現在はフリー。

## 戦績
2014年
- 2014宮崎プロアマオープントーナメント 17位タイ

2015年
- 2015福岡プロアマサーキット月例会 第9戦（折尾スターレーン）優勝
- プロボウリングレディース新人戦 19位

2017年
- 2017宮崎プロアマオープントーナメント 25位タイ

2018年
- 2018宮崎プロアマオープントーナメント 17位タイ
- 第34回 六甲クイーンズオープントーナメント 2位
- 第41回 STORMジャパンオープンボウリング選手権 15位

2019年
- KUWATA CUP 2019 優勝
- 第10回 佐賀レディースプロアマオープントーナメント 優勝
- グリコセブンティーンアイス杯第7回プロアマボウリングトーナメント 12位
- 第35回 六甲クイーンズオープントーナメント 30位
- コカ・コーラカップ 2019千葉オープン 女子ボウリングトーナメント 17位
- 全卸連プレゼンツ JPBA☆SSSカップ2019  14位
- ｢HANDA CUP｣･第51回全日本女子プロボウリング選手権大会 33位

2020年
- JPBA WOMEN`S ALL☆STAR GAME 2020  16位
- 第36回六甲クイーンズオープントーナメント　33位
- 全卸連SSSカップ2020女子　26位
- 「HANDA CUP」第52回全日本プロボウリング選手権大会　46位

2021年
- コカ・コーラカップ2021千葉女子オープン　13位
- 第2回大岡産業レディーストーナメント　19位

2022年
- 第3回大岡産業レディーストーナメント　18位

2023年
- 大岡産業レディース2023　20位
- コカ・コーラカップ2023千葉女子オープン　27位